# 美和村 (岡山県邑久郡)
美和村（みわそん）は、岡山県邑久郡にあった村。現在の瀬戸内市の一部にあたる。

## 地理
吉井川支流・干田川上流域に位置していた。

## 歴史
- 1889年（明治22年）6月1日、町村制の施行により、邑久郡飯井村、東須恵村、西須恵村が合併して村制施行し、美和村が発足[1][2]。旧村名を継承した飯井、東須恵、西須恵の3大字を編成[2]。
- 1955年（昭和30年）3月31日、邑久郡国府村、行幸村と合併し、町制施行し長船町を新設して廃止された[1][2]。

## 産業
- 農業[3]